# Samuel Noah Kramer
Samuel Noah Kramer (ur. 28 września 1897 w Kijowie, zm. 26 listopada 1990) – amerykański asyriolog, specjalista w dziedzinie literatury, historii oraz języka Sumerów.

## Życiorys
Kramer wywodził się z rodziny ukraińskich Żydów, która w 1905 wyemigrowała do USA na skutek pogromów za panowania cara Mikołaja II i zamieszkała w Filadelfii. Jego ojciec pracował w żydowskiej szkole.
Zanim ukończył szkołę średnią i uzyskał licencjat, imał się rozmaitych zajęć: pracował w szkole ojca, zajmował się pisarstwem oraz prowadził interesy.
Studiował na Dropsie College w Filadelfii. Wówczas też zainteresował się egiptologią. Wkrótce przeniósł się na Wydział Orientalistyki Uniwersytetu Pensylwanii, gdzie współpracował z Ephraimem Avigdorem Speiserem, jednym z największych specjalistów w dziedzinie historii Bliskiego Wschodu, pracującym wówczas nad odczytaniem tabliczek pisma klinowego z późnej epoki brązu (ok. 1300 p.n.e.). Kramer podjął wówczas dzieło swojego życia – pracę nad literaturą sumeryjską. Przez większość swojej kariery naukowej był profesorem sumerologii i asyriologii na Uniwersytecie Pensylwanii (University of Pennsylvania) w Filadelfii oraz kustoszem zbiorów tabliczek klinowych w wielkim muzeum tegoż uniwersytetu (University Museum). Jest to jeden z największych zbiorów źródeł do literatury sumeryjskiej. Większość tabliczek z tej kolekcji pochodzi ze starożytnego miasta Nippur; reszta tabliczek odkopanych w tym mieście znajduje się w Stambule oraz Jenie. Kramer pracował przez wiele lat nad źródłami z Nippur z tych trzech zbiorów. Tabliczki z Nippur to główne źródło naszej wiedzy o literaturze sumeryjskiej drugiego tysiąclecia p.n.e. Kramer wydał też (wspólnie z O. Gurneyem) większość tekstów literackich znalezionych w mieście Ur.

## Dorobek
- The Sumerian Prefix Forms be- and bi- in the Time of the Earlier Princes of Lagaš
- Gilgamesh and the haluppu Tree: A Reconstructed Sumerian Text
- Historia zaczyna się w Sumerze, Państwowy Instytut Wydawniczy, Warszawa 1961
- The Sumerians: Their History, Culture and Character, Samuel Noah Kramer, University of Chicago Press (1971) ISBN 0-226-45238-7
- Sumerian Mythology: Study of Spiritual and Literary Achievement in the Third Millennium B.C, Samuel Noah Kramer
- Inanna: Queen of Heaven and Earth, Samuel Noah Kramer and Diane Wolkstein (Nowy Jork: Harper & Row 1983) ISBN 0-06-090854-8
- The Sacred Marriage Rite: Aspects of Faith, Myth, and Ritual in Ancient Sumer.
- Sumerian Literary Texts in the Ashmolean Museum (wraz z Oliverem R. Gurneyem)

Autobiografia:
- In the World of Sumer, An Autobiography, Samuel Noah Kramer, Wayne State University Press, ISBN 0-8143-1785-5